# Gentianella canosoi
Gentianella canosoi là một loài thực vật có hoa trong họ Long đởm. Loài này được G.L.Nesom & B.L.Turner mô tả khoa học đầu tiên năm 1990.